# Sai & Co
Singles de Kyary Pamyu Pamyu
Crazy Party Night ~Pumpkin no Gyakushū~
(2 septembre 2015) Harajuku Iyahoi
(18 janvier 2017)
Sai & Co (最＆高, Sai & Kō, « Top & Meilleur ») est le douzième single physique officiel de la chanteuse pop japonaise Kyary Pamyu Pamyu sorti le 20 avril 2016 . Le titre est un jeu de mots avec le mot Saikou (最高), ce qui signifie «le plus élevé».

## Détails du single
Ce single est sorti pour célébrer le cinquième anniversaire de Kyary dans l'industrie du divertissement. Le single est sorti en deux éditions: une régulière et une limitée. Le single atteint la 16e place du classement hebdomadaire des ventes de l'Oricon et se vent à 5,009 exemplaires durant la première semaine.
L'édition régulière comprend un CD contenant la chanson-titre Sai & Co, la face B Cosmetic Coaster et une version remixée de la chanson Mondai Girl (sorti en single un an auparavant en mars 2015) ainsi que les versions instrumentales de la face A et de la face B.
L'édition limitée comprend un DVD en supplément du CD contenant une sélection des vidéos de quelques chansons de Kyary interprétées en concert lors de la tournée KYARY PAMYU PAMYU JAPAN HALL TOUR「Crazy Party Night 2015」. L'édition est également accompagnée d'une jacket analogique de taille de 7 pouces et d'un autocollant du logo du cinquième anniversaire de Unborde.
La face A Sai & Co est utilisée dans un spot publicitaire de Coca-Cola au japon. La face B Cosmetic Coaster est utilisée comme chanson-thème pour l'attraction Kyary Pamyu Pamyu XR Ride de Universal Studios Japan

## Liste des titres
Toutes les chansons sont écrites et composées par Yasutaka Nakata.
| CD    | CD                                          | CD    | CD | CD | CD | CD | CD | CD | CD |
| No    | Titre                                       | Durée |    |    |    |    |    |    |    |
| ----- | ------------------------------------------- | ----- | -- | -- | -- | -- | -- | -- | -- |
| 1.    | Sai & Co (最＆高)                           | 3:32  |    |    |    |    |    |    |    |
| 2.    | Cosmetic Coaster (コスメティックコースター) | 3:25  |    |    |    |    |    |    |    |
| 3.    | Mondai Girl -extended mix-                  | 5:29  |    |    |    |    |    |    |    |
| 4.    | Sai & Co -instrumental-                     | 3:32  |    |    |    |    |    |    |    |
| 5.    | Cosmetic Coaster -instrumental-             | 3:25  |    |    |    |    |    |    |    |
| 19:23 |                                             |       |    |    |    |    |    |    |    |

| 1. | No No No                                |  |
| 2. | CANDY CANDY                             |  |
| 3. | Cherry Bonbon                           |  |
| 4. | Kira Kira Killer                        |  |
| 5. | Koi Koi Koi                             |  |
| 6. | Mottai Night Land                       |  |
| 7. | Crazy Party Night ~Pumpkin no Gyakushū~ |  |
| 8. | Mondai Girl                             |  |

## Crédits

### Pochette
- Steve Nakamura – Directeur artistique
- Takeshi Hanzawa - Photographe
- Shinji Konishi - Coiffure, maquillage
- Kumiko Iijima – Styliste
- Taku Hata(mosh) - Retoucheur